# Gran sello del estado de Hawái

Representación del escudo de armas (reinado del rey Kamehameha III) del Reino de Hawái.

Versión del escudo de armas adoptado más adelante por el Reino alrededor de 1850

El gran sello del estado de Hawái fue establecido oficialmente por el artículo 272 de la Legislatura Territorial de 1959 y deriva del sello territorial. Al diseñar el escudo del estado Hawái se modificó el escudo territorial: se incluyeron las palabras «State of Hawaii» («Estado de Hawái») en la parte superior y «1959» dentro del círculo. La disposición de un escudo para el estado de Hawái fue promulgada por el Legislatura Territorial y ratificada por el gobernador Quinn el 8 de junio de 1959. La aprobación de la Ley de Admisión aceptó a Hawái el 21 de agosto de 1959 como el 50.º estado de los Estados Unidos. 
El escudo del territorio de Hawái es muy parecido al sello de la república, a excepción de que en la parte superior hay escrito, «Territory of Hawaii» («Territorio de Hawái») y dentro del círculo, «1900» (que es el año en que el gobierno territorial se organizó oficialmente). La Legislatura Territorial de 1901 autorizó a dicho escudo modificado como escudo del estado de Hawái. 
En el escudo de la República de Hawái, estaban escritas las palabras «Republic of Hawaii» («República de Hawái») en la parte superior y «MDCCXCIV» dentro del círculo, que es el año (1894) en que la república se estableció. El escudo de la república fue diseñado por el «College of Arms» de Londres. El diseño recoge varios aspectos de la heráldica del Reino de Hawái, y muchas facetas del diseño vienen del escudo de armas utilizadas durante el reinado de los reyes Kamehameha III, Kalakaua y Liliuokalani.

## Descripción
El escudo está dividido en cuatro partes. En las partes superior izquierda e inferior derecha del escudo están los colores rojo, blanco y franjas azules que representan las ocho principales islas hawaianas. Cada uno de los dos cuartos tiene cuatro rayas. En la parte superior derecha e inferior izquierda está el «puloulou» (pelota tabú), que simboliza la autoridad y poder sobre el Estado. En el centro de los cuatro cuartos hay una sola estrella, que representa la quincuagésima adición de una estrella a la bandera de los Estados Unidos.

### Lema
A lo largo de la parte inferior del borde aparece el lema: «Ua Mau Ea ke ka o āina i ka Pono», que puede interpretarse en español como, «La vida de la tierra se perpetúa en la rectitud», que fue el lema oficial del antiguo Reino de Hawái, instituido por el rey Kamehameha III. Este lema fue proclamado en 1843 tras un intento fallido de un almirante de la armada británica por derrocar la monarquía hawaiana.

### Los tenantes
En el escudo aparecen dos tenantes. A la izquierda está la imagen del Rey Kamehameha el Grande quién unificó las islas hawaianas en un solo Reino. Al otro lado, una imagen de la Diosa de la Libertad, que porta la «Ka Hae Hawai» o la Bandera de Hawái. Ambos abanderados mantienen el escudo del estado erguido. Encima del escudo hay un sol naciente con el año en que se reconoció a Hawái como estado, 1959. Después de este, se muestra la imagen de un fénix con una corona de taro de ocho hojas, follaje de plátano y helecho Maidenhair.

## Simbolismo
- 1959 representa el año de ingreso en la Unión como un estado.
- El sol naciente sustituyó la corona real del escudo de armas original. Esto representa el nacimiento de un nuevo Estado.
- El Rey Kamehameha el Grande y la Diosa de la Libertad que sostienen la bandera hawaiana sustituyen a los dos guerreros en el escudo de armas real. Esto podría representar al líder del gobierno antiguo (el Rey Kamehameha el Grande) y a la lideresa del nuevo gobierno (la Diosa de la Libertad).
- El diseño en cuartos del escudo heráldico se mantiene tal como en el escudo de armas original.
- Las ocho franjas en dos de los cuartos del escudo representan las ocho islas principales.
- El puloulou o pelota tabú y el palo, en el segundo y tercer cuarto eran llevados ante el rey y se colocaban delante de la puerta de su hogar, significando su autoridad y poder. En el sello esto es un símbolo de la autoridad y poder del gobierno.
- La estrella en la parte central del escudo significa la quincuagésima estrella añadida a la bandera de Estados Unidos.
- El ave fénix, símbolo de muerte y resurrección, simboliza el cambio de la monarquía a una forma libre y democrática de gobierno.
- Las ocho hojas de taro, flanqueadas por follaje de plátano y helecho Maidenhair son típicas de la flora hawaiana y representan a las ocho islas principales. El Taro es el bastón de vida tradicional y tiene gran significado espiritual. El Taro también se sigue cultivando y es el ingrediente del plato muy popular llamado poi.
- El lema del estado, "Ua mau ke ea o ka ʻāina i ka pono", (en español:"La vida de la tierra se perpetúa en la rectitud") se mantiene tal como en el escudo de armas real.

## Escudos históricos

Sello del Territorio de Hawái (1898-1959)
Escudo de armas del Gobierno Provisional de Hawái (1894-1895)
Sello de la República de Hawái (1894-1898)
Escudo de armas Estatal de Hawái

## Sellos del Gobierno de Hawái

Sello del Departamento de Transporte de Hawái